# Aktionsprogramm für mehr Jugendbeteiligung
Das Aktionsprogramm für mehr Jugendbeteiligung ist eines der Ergebnisse des Nationalen Aktionsplans für ein kindergerechtes Deutschland  2005–2010 (NAP).

## Projekt P
Zunächst wurde im Jahr 2004 das „Projekt P“ als Initiative der deutschen Bundesregierung zur Förderung der politischen Beteiligung von Kindern und Jugendlichen gegründet. Getragen wurde sie vom Bundesministerium für Familie, Senioren, Frauen und Jugend, der Bundeszentrale für politische Bildung sowie dem Deutschen Bundesjugendring, die sich hierfür zu einem Aktionsbündnis zusammenschlossen.
Das Fundament des „Projekt P“, war der NAP an dem sich ein großer Teil der Arbeit aller Beteiligten anhand von sechs Themenkategorien orientierte. Es unterstützte die konkrete politische Beteiligung vieler tausender Kinder und Jugendlicher in ganz Deutschland. Dazu wurden zahlreiche lokale, regionale und landesweite Initiativen gefördert und neue Partizipationsangebote angeregt. Durch gezielte Öffentlichkeitsarbeit gelang es Aufmerksamkeit, Interesse und Sensibilität für die Bedeutung und die Chancen politischer Beteiligung zu wecken.
Die Redaktion der Internetseite www.projekt-p.de bestand ebenfalls zum größten Teil aus jungen Menschen aus dem gesamten Bundesgebiet, die neben Studium oder Schule Berichte für die Internetseite verfassen.
Als Ergebnis des „Projekt P“ wurde von den Kindern und Jugendlichen ein 94 Seiten starker NAP-Report voller Ideen und Ergänzungen zum NAP erstellt. Mit der offiziellen Überreichung des Reports an das Bundesministerium für Familie, Senioren, Frauen und Jugend endete die Initiative „Projekt P“.

## Geschichte
Das Projekt P umfasste den Zeitraum von Dezember 2004 bis April 2006. Kernprojekt war das Festival „Berlin 05 - Festival für junge Politik“ im Juni 2005 mit 300 Projekten und 11 200 Teilnehmern. 
Ende 2006 wurden mit dem neuen Aktionsprogramm für mehr Jugendbeteiligung „Du machst“ die Ideen vom „Projekt P“ aufgenommen und weitergeführt. Im Juni 2008 fand das Festival „Berlin 08 - Festival für junge Politik“ in Anlehnung an Berlin 05 statt.